# Peru-bolivianska konfederationen
Den peru-bolivianska konfederationen bildades 1836. Delegater från departementen Ayacucho, Arequipa, Cusco och Puno hade då bildat en stat som kallades Sydperu. Samtidigt bildade departementen i norra Peru en stat som kallades Nordperu. Dessa nybildade stater gick sedan ihop i en konfederation med Bolivia, vilken stadfästes den 1 maj 1837.
Marskalken Andres Santa Cruz valdes på 10 år att leda styret av konfederationen. En lagstiftande församling bildades med två kammare. En flagga för konfederationen fastställdes i rött och med de tre staternas vapen på.
Konfederationen emottogs positivt av de amerikanska staterna och den nybildade konfederationen var till fördel för båda de ingående staterna, inte minst för Bolivia som på detta sätt fick en förbindelse med havet efter att för en tid ha varit avskuren därifrån.
Endast Chile motsatte sig konfederationen. Från Chile sändes därför två expeditioner för att återställa det tidigare läget. Den första så kallade restaureringsexpeditionen misslyckades dock och måste kapitulera. Den andra expeditionen landsteg i Ancon och kunde sedan ockupera Lima. Expeditionen blev dock fientligt emottagen av befolkningen och retirerade då till Callejón de Huaylas. Marskalken Santa Cruz försökte bekämpa de fientliga trupperna men besegrades i slaget vid Yungay den 20 januari 1839 och blev tvungen att fly landet. Federationen mellan länderna Peru och Bolivia hade därmed kommit till sitt slut, och den upplöstes slutligen den 25 augusti 1839.